# Коголо (Тренто)
Коголо је насеље у Италији у округу Тренто, региону Трентино-Јужни Тирол.
Према процени из 2011. у насељу је живело 742 становника. Насеље се налази на надморској висини од 1167 м.